# Lutte africaine aux Jeux de la Francophonie de 2023
 (avril 2025).
Si vous disposez d'ouvrages ou d'articles de référence ou si vous connaissez des sites web de qualité traitant du thème abordé ici, merci de compléter l'article en donnant les références utiles à sa vérifiabilité et en les liant à la section « Notes et références ».
Navigation
2017
Les compétitions de lutte africaine des Jeux de la Francophonie de 2023 se déroulent du 3 au 5 août 2023 à l'Esplanade Fikin à Kinshasa, en république démocratique du Congo.

## Médaillés

### Hommes
| Épreuves    | Or                                                                     | Argent | Bronze                                                                      |
| ----------- | ---------------------------------------------------------------------- | --- | --------------------------------------------------------------------------- |
| Par équipes | Sénégal Babacar Diène Mamadou Diouf Modou Faye Gora Niang Siny Sembène | Niger Djamilou Bakoye Bajini Noura Hassane Salou Aboubacar Ibrahim Mahaman Mansour Issa Saley Zakirou Zakari Abdourahamane | Burkina Faso Iyassa Bado Karim Basongo Koni Diallo Siaka Konate Kevin Mosse |
| 66 kg       | Djamilou Bakoye Bajini (NIG)                                           | Iyassa Bado (BUR) | Babacar Diène (SEN)                                                         |
| 76 kg       | Mamadou Diouf (SEN)                                                    | Mansour Issa Saley (NIG)                                                                                                   | Koni Diallo (BUR)                                                           |
| 86 kg       | Aboubacar Ibrahim Mahaman (NIG)                                        | Pierrot Mayakapongo Kabuanga (COD)                                                                                         | Siny Sembène (SEN)                                                          |
| 100 kg      | Gora Niang (SEN)                                                       | Alaza Sayibia (TOG) | Noura Hassane Salou (NIG)                                                   |
| +100 kg     | Modou Faye (SEN)                                                       | Idriss Bousseina (CHA) | Zakirou Zakari Abdourahamane (NIG)                                          |

### Femmes
| Épreuves    | Or                                                                                                | Argent                                                                       | Bronze                                                                                                   |
| ----------- | ------------------------------------------------------------------------------------------------- | ---------------------------------------------------------------------------- | --- |
| Par équipes | Cameroun Rose Namondo Kombe Natacha Nabaina Blodine Nyeh Ngui Rosine Ntsa Assouga Pélagiie Wilita | Tchad Bamdra Eldjoumba Bamaye Godah Samsia Gassida Lubahitar Josta Issa Zara | République démocratique du Congo Djenny Boenga Eyale Ndombe Kiengi Prisca Madunu Mira Mbala Rosie Tabora |
| 48 kg       | N'De Caroline Yapi (CIV)                                                                          | Rosine Ntsa Assouga (CMR)                                                    | Lubahitar Josta (CHA)                                                                                    |
| 53 kg       | Rose Namondo Kombe (CMR)                                                                          | Beatrice Ionela Ferent (ROU)                                                 | Mama Marie Sambou (SEN)                                                                                  |
| 58 kg       | Zineb Hassoune (MAR)                                                                              | Mariatou Diallo (SEN)                                                        | Wendgounda Josiane Nabi (BUR)                                                                            |
| 63 kg       | Blodine Nyeh Ngui (CMR)                                                                           | Fatoumata Yarie Camara (GUI)                                                 | Malala Soloniaina (MAD)                                                                                  |
| 70 kg       | Amy Youin (CIV)                                                                                   | Pélagiie Wilita (CMR)                                                        | Adina Ionela Irimia (ROU)                                                                                |